# ناحال

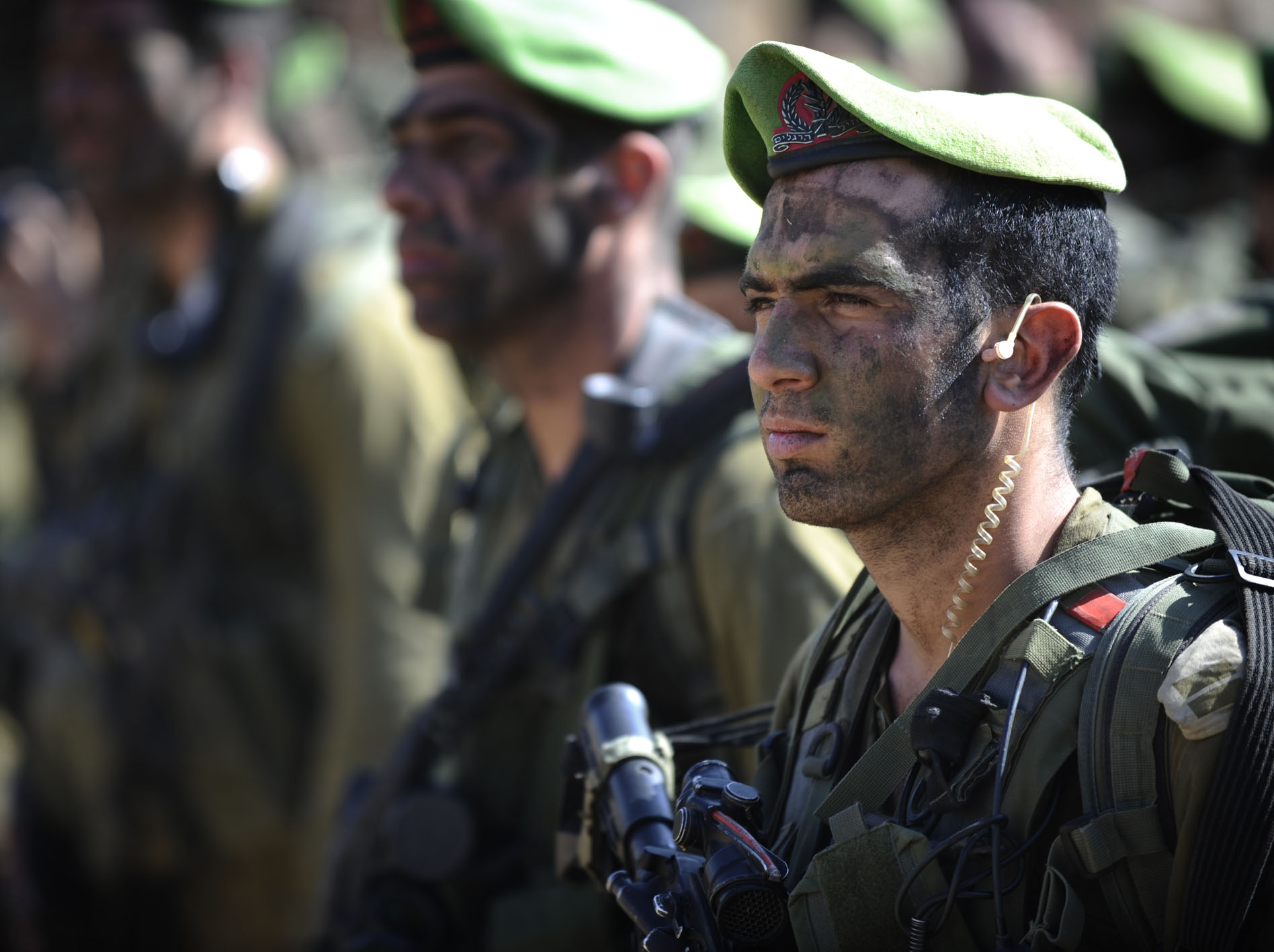

ناحال (بالعبرية: נח"ל) اختصار بالعبرية للكلمات «نوعار حلوتسي لوحيم» (بالعبرية: נוער חלוצי לוחם) أي «شباب طلائعي محارب»، هي تسمية برنامج شبه عسكري للجيش الإسرائيلي يجمع ما بين الخدمة العسكرية وتأسيس مستوطنات يهودية زراعية، عادة في أماكن نائية. تأسس الناحال في صيف العام 1948 ككتيبة شباب تعمل من أجل تحضير المجندين للانخراط في الجيش الإسرائيلي. ومن أهدافه الاستمرار في العمل المشترك بين حركات الشبيبة الطلائعية والتيارات الاستيطانية. إعترف الكنيست الإسرائيلي بناحال كفرقة رسمياً في العام 1949. وأقرت الكنيست الأولى ضمن قانون الخدمة الأمنية أنه بعد انتهاء خدمة كل جندي عليه أن يقدم خدمة اثني عشر شهراً في المجال الزراعي، ولم يتحقق هذا البند من القانون سوى في الناحال التي تمكنت من الدمج بين فترات من الخدمة العسكرية وبين العمل الزراعي في الكيبوتسات. في منتصف الخمسينيات جُعلت فرقة من الناحال ضمن قوة الطيران وأخرى ضمن فرق المشاة، وانخرطت الفتيات ضمن الناحال في الخدمات المكتبية والزراعية والاستيطانية، وأنشأ الناحال أكثر من مئة موقع في المناطق الحدودية والتي تحولت إلى مستوطنات مدنية.
ولما أصابت الحركات الكيبوتسية أزمات مالية خانقة في الثمانينيات والتسعينيات، رفضت ادارات الحركات المذكورة تبني أعضاء من الناحال لأنها تزيد الأوضاع سوءاً، ما أدى إلى بروز إشكالية بقاء أو حل الناحال، إلى أن تمكن المدافعون عن الناحال في الحفاظ عليه من منطلق الحنين إلى الماضي والدور التاريخي الذي لعبه.

## كتيبة مشاة ناحال
تأسس لواء ناحال من مجموعة من جنود ناحال من قوة الطيران (مجوقلة) عام 1982 وذلك للحاجة المتعاظمة لقوة من المشاة في خضم حرب لبنان 1982. ولذلك حافظ اللواء على شارة ناحال وتستمر مجموعات ناحال بالخدمة فيه.